# Kelly Catlin
Kelly Catlin (* 3. November 1995 in Saint Paul, Minnesota; † 7. März 2019 in Stanford, Kalifornien) war eine US-amerikanische Radsportlerin. Sie gewann eine Silbermedaille bei Olympischen Spielen und wurde drei Mal Weltmeisterin.

## Biographie

### Familie und Studium
Kelly Catlin wurde als Drillingskind geboren; sie hatte einen Bruder und eine Schwester. Ihr Bruder Colin brachte sie zum Radsport. Bis 2018 studierte sie Chinesisch und Medizintechnik an der University of Minnesota und schloss dieses Bachelor-Studium mit summa cum laude ab. Anschließend wechselte sie zur Stanford University, um ein Master-Studium in computational and mathematical engineering aufzunehmen.
Catlin war ein „vielseitiges Multitalent“, spielte Geige, war künstlerisch begabt und engagierte sich in einem Heim für betreutes Wohnen. Sie galt als äußerst zielstrebig und ehrgeizig, in ihrem Studium wie im Sport.

### Sportliche Laufbahn
2013 belegte Kelly Catlin bei den Straßenweltmeisterschaften in der Toskana Rang sieben im Einzelzeitfahren sowie Rang neun im Straßenrennen. Im Jahr darauf wurde sie nationale Meisterin im Einzelzeitfahren der Klasse U23.
Bei den Panamerikanischen Spielen 2015 in Toronto gewann Catlin das Einzelzeitfahren der Frauen. In der Mannschaftsverfolgung auf der Bahn errang sie gemeinsam mit Jennifer Valente, Sarah Hammer und Lauren Tamayo die Silbermedaille. Im selben Jahr wurde sie mit Sarah Hammer, Ruth Winder und Jennifer Valente Panamerikameisterin in der Mannschaftsverfolgung, in der Einerverfolgung errang sie Silber.
Bei den UCI-Bahn-Weltmeisterschaften 2016 in London errang das US-amerikanische Quartett aus Catlin, Sarah Hammer, Chloé Dygert und Jennifer Valente den WM-Titel in der Mannschaftsverfolgung. Im selben Jahr wurde sie für die Teilnahme an den Olympischen Spielen in Rio de Janeiro nominiert, wo sie gemeinsam mit Chloe Dygert, Jennifer Valente und Ruth Winder die Silbermedaille in der Mannschaftsverfolgung errang. Im Jahr darauf wurde Catlin gemeinsam mit Chloe Dygert, Jennifer Valente und Kimberly Geist ein zweites Mal Weltmeisterin in der Mannschaftsverfolgung.
2017 konnte das US-amerikanische Frauenteam mit Catlin, Dygert, Valente und Kimberly Geist seinen WM-Titel in der Mannschaftsverfolgung wiederholen; sie selbst holte Bronze in der Einerverfolgung. Zudem wurde sie Panamerikameisterin in dieser Disziplin. Das Quartett Catlin, Dygert, Valente und Geist gewann zudem 2017 zwei Läufe bei Bahnrad-Weltcups. Bei den UCI-Bahn-Weltmeisterschaften 2018 wurde Catlin mit Dygert, Valente und Geist Weltmeisterin in der Mannschaftsverfolgung, in der Einerverfolgung gewann sie erneut Bronze. Im selben Jahr wurde sie zweifach Panamerikameisterin, in Einer- und in Mannschaftsverfolgung (mit Geist, Valente und Christina Birch).

### Tod
Am 27. Februar 2019 berichtete Catlin auf der Website Velo News von der Doppelbelastung als Studentin und Spitzensportlerin. Sie müsse drei Laufbahnen – als Studentin, als Bahnfahrerin im Nationalteam sowie als professionelle Straßenrennfahrerin – in Einklang bringen, was ihr sehr schwer falle. Am 7. März 2019 beging sie im Alter von 23 Jahren Suizid.
Nach Kelly Catlins Tod gab ihre Schwester Christine an, Catlin sei 2018 zweimal gestürzt;  einmal habe sie sich einen Arm gebrochen, beim zweiten Mal eine Gehirnerschütterung erlitten. Seitdem habe sie unter Kopfschmerzen, Konzentrationsschwierigkeiten sowie erhöhter Lichtsensibilität gelitten und habe sich verändert. Zuletzt sei sie davon ausgegangen, dass ihre gesundheitlichen Probleme langfristig bleiben würden. Bereits im Januar 2019 hatte Catlin versucht, Suizid zu begehen und war seitdem in ärztlicher Behandlung gewesen.
Der US-amerikanische Radsportverband USA Cycling gründete zur Erinnerung an Kelly Catlin eine Stiftung. Im April 2019 wurde bekannt gegeben, dass der  Kelly Catlin Fund das Minnesota Cycling Center bei der Ausbildung von weiblichen Radsportlerinnen finanziell unterstützen wird.
Die Familie kündigte an, Kelly Catlins Gehirn der Veterans Affairs-Boston University-Concussion Legacy Foundation Brain Bank zu stiften. Sie hoffe auf Erkenntnisse, wodurch ihre Verhaltensänderung hervorgerufen wurde.

## Erfolge

### Straße
2015:
- Panamerikaspielesiegerin – Einzelzeitfahren

### Bahn
2015:
- Panamerikaspiele – Mannschaftsverfolgung (mit Lauren Tamayo, Sarah Hammer und Jennifer Valente)
- Panamerikameisterin – Mannschaftsverfolgung  (mit Sarah Hammer, Ruth Winder und Jennifer Valente)
- Panamerikanische Meisterschaften – Einerverfolgung

2016:
- Olympische Spiele – Mannschaftsverfolgung (mit Chloé Dygert, Jennifer Valente und Ruth Winder)
- Weltmeister – Mannschaftsverfolgung (mit Sarah Hammer, Chloé Dygert und Jennifer Valente)
- Panamerikameister – Einerverfolgung

2017:
- Weltmeisterin – Mannschaftsverfolgung (mit Chloé Dygert,  Jennifer Valente und Kimberly Geist)
- Weltmeisterschaft – Einerverfolgung
- Bahnrad-Weltcup in Los Angeles – Mannschaftsverfolgung (mit Chloé Dygert, Jennifer Valente und Kimberly Geist)
- Panamerikameister – Einerverfolgung

2018:
- Weltmeisterin – Mannschaftsverfolgung (mit Chloé Dygert, Jennifer Valente und Kimberly Geist)
- Weltmeisterschaft – Einerverfolgung
- Weltcup in Minsk – Mannschaftsverfolgung (mit Jennifer Valente, Chloé Dygert und Kimberly Geist)
- Panamerikameisterin – Einerverfolgung, Mannschaftsverfolgung (mit Kimberly Geist, Jennifer Valente und Christina Birch)